# سامو (باقران)
سامو (بالفارسية: سمو) هي مستوطنة تقع في إيران في قسم باقران الريفي. يقدر عدد سكانها بـ 13 نسمة .